# 120-cel

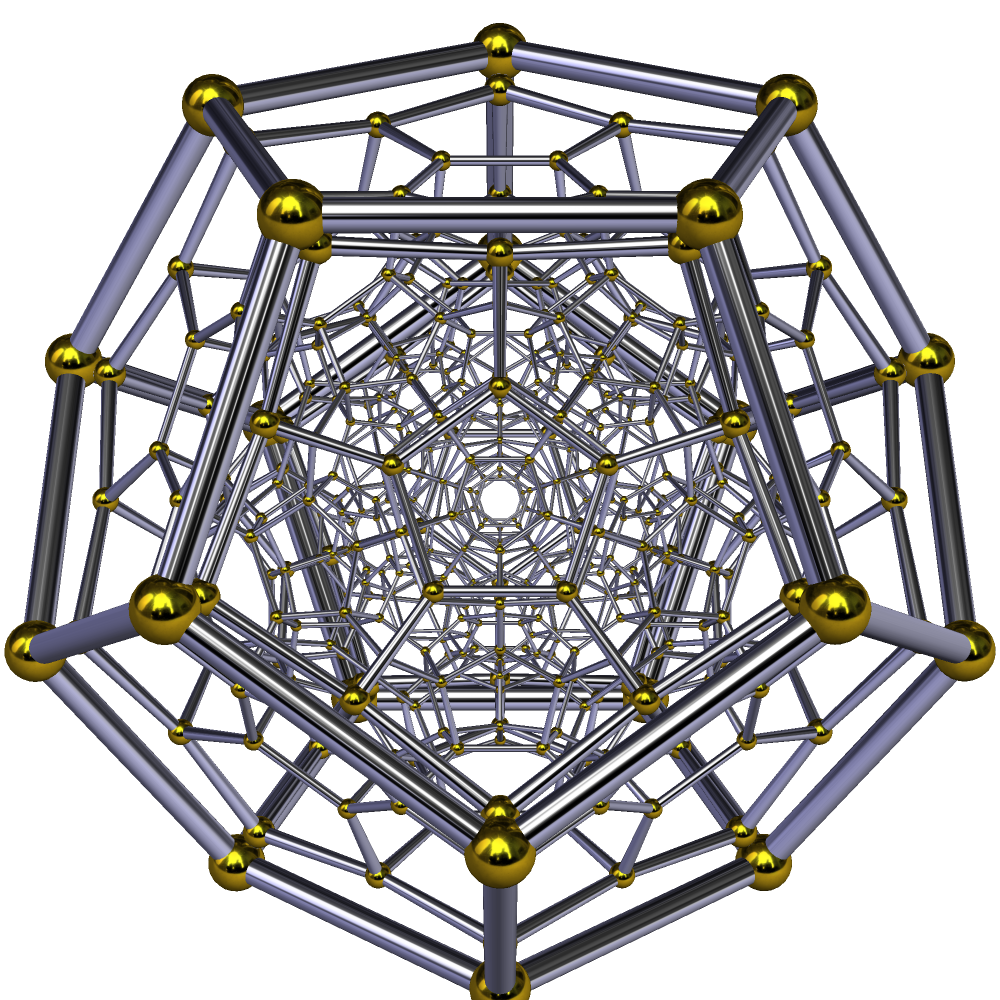
Schlegeldiagram van een 120-cel

In de meetkunde is de 120-cel, ook hecatonicosachoron, de convexe regelmatige vier-polytoop met schläfli-symbool {5,3,3}. De 120-cel kan worden gezien als het vierdimensionale analogon van het regelmatige twaalfvlak. Net als een regelmatig twaalfvlak kan worden opgebouwd als een model met 12 vijfhoeken, drie rondom ieder hoekpunt, kan de 120-cel worden opgebouwd uit 120 regelmatige twaalfvlakken, drie rond elke ribbe. De grens van de 120-cel bestaat uit 120 regelmatige twaalfvlakken met op ieder hoekpunt vier twaalfvlakken, die in dat hoekpunt bij elkaar komen. 

## Websites
- MathWorld. 120-Cell.
- P vd Veen. De hecatonicosachoron, april 2010.  in de Pythagoras
- J Stillwell. The Story of the 120-Cell, januari 2001.  Verhaal van de 120-cel, prijswinnend verhaal over de 120-cel in de Notices of the American Mathematical Society, blz 17-24